# Lennart Palme (företagsledare)
För manusförfattaren, se Lennart Palme (1920-1995)
Lennart Palme, född 16 januari 1881 i Stockholm, död 29 november 1971 i Santa Barbara, var en svensk civilingenjör, byggmästare och företagsledare.  
Han lät 1907–1908 uppföra de sedermera Byggnadsminnesmärkta radhusen i Kvarteret Canada, Lidingö. Tillsammans med Ivar Kreuger grundade han 1915 Hufvudstaden AB, vars förste VD han blev. 
Lennart Palme gifte sig 1927 med Jessica Colvin (1895–1967) och var därefter verksam som fastighetsmäklare i USA. Paret bodde i Santa Barbara i en magnifik villa med jättestor damm med karpfiskar. Villan figurerade även i kända TV-serier, som delvis inspelades i villan.
Han var son till bankdirektör Henrik Palme och bror till konstnären Carl Palme. Brorsöner var företagsledaren René Palme och skådespelaren Ulf Palme.